# Bartan Baatar
 (décembre 2016).
Si vous disposez d'ouvrages ou d'articles de référence ou si vous connaissez des sites web de qualité traitant du thème abordé ici, merci de compléter l'article en donnant les références utiles à sa vérifiabilité et en les liant à la section « Notes et références ».
Bartan Baatar (mongol bichig : ᠪᠠᠷᠲᠠᠨ
ᠪᠠᠭᠠᠲᠤᠷ, translit. VPMC : bartan baɣatur, mongol cyrillique : Бартан баатар ; chinois : 八哩丹， ou 把儿坛把阿秃儿), parfois orthographié Bartan-ba'atour dans la littérature occidentale, est un aristocrate mongol, fils de Khaboul Khan et père de Yesügei, lui-même père de Gengis Khan.

## Famille
On lui connait quatre fils :
- Mönggetu Qiyan, (v.1130 - ?);
- Nekün Taishi, (v.1132 - ?);
- Yesügei, (v.1134 - 1171);
- Daritai Otchigin, (v.1136 - ?)[2];